# E-sagila

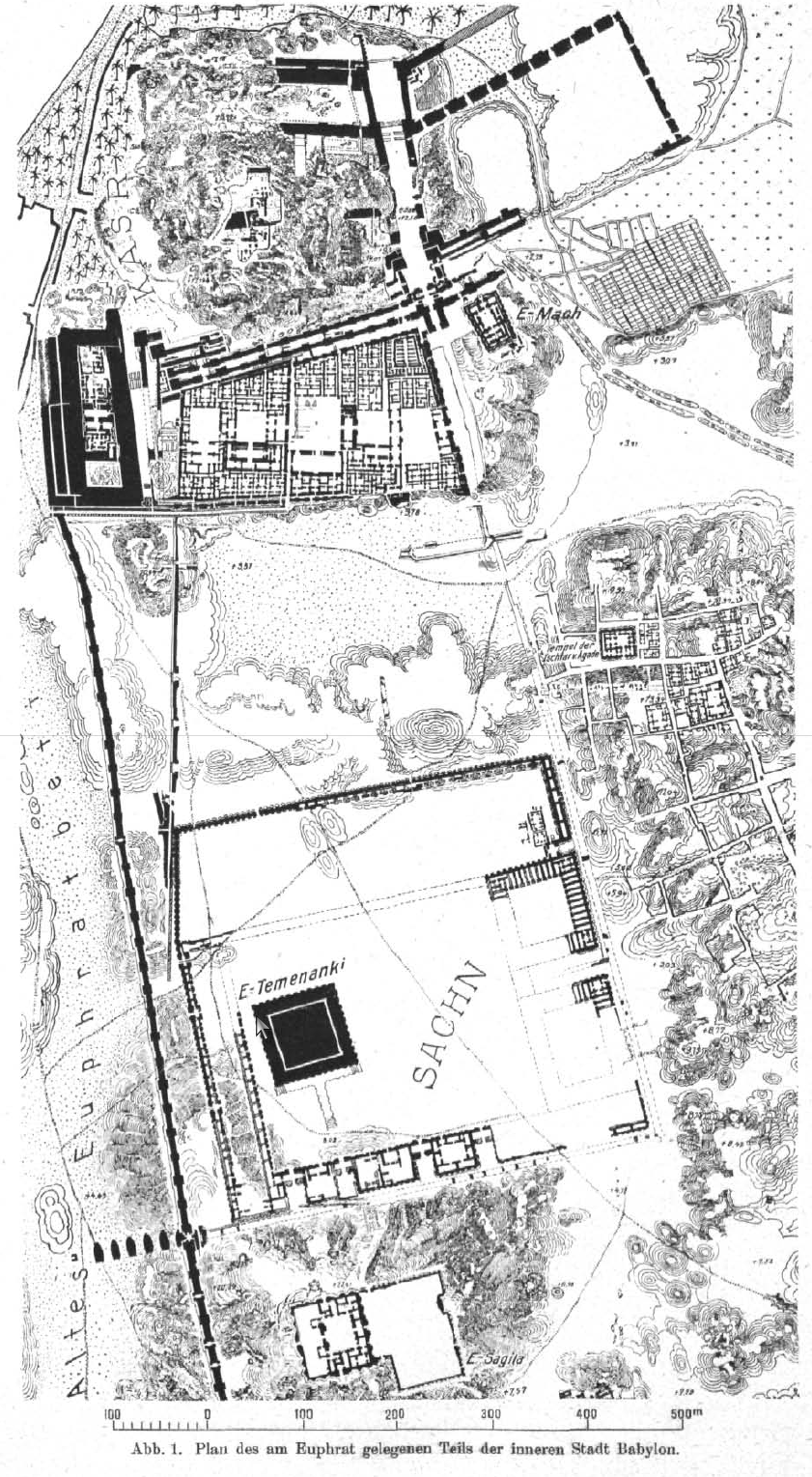
Plan centralnej części Babilonu z zaznaczonym położeniem świątyni E-sagila (budowla na południe od kompleksu z ziguratem E-temenanki).

E-sa(n)gil(a) (sum. é.saĝ.íl/íla, tłum. „Dom, którego szczyt jest wysoko”) – świątynia boga Marduka w Babilonie, wzniesiona przy Drodze Procesyjnej, naprzeciwko zigguratu Etemenanki, zwana „Pałacem nieba i ziemi, siedzibą władzy królewskiej”; najważniejsze sanktuarium Babilonii.

## Przekaz Herodota
Zgodnie z przekazem Herodota, odnoszącym się najprawdopodobniej do Esagili, w sanktuarium tym oddawano cześć wykonanemu z litego złota posągowi boga (przez greckiego historyka nazywanego Zeusem), wyobrażającego Marduka w pozycji tronującej. Posąg ten został wywieziony przez króla perskiego Kserksesa I po zdobyciu przez jego wojska Babilonu. Świetność świątyni przywrócił dopiero Aleksander Wielki. Znajdować się miał tu również szczerozłoty ołtarz. Łączną wagę kruszcu, z którego wykonano wizerunek boga oraz stół szacowano na 800 talentów (ok. 5,5 tony). W świątyni tej składano bogu bogate ofiary oraz palono kadzidło w ilości 1000 talentów rocznie.
W okresie po podboju państwa perskiego przez Aleksandra świątynia ta stała się jednym z ostatnich ośrodków ginącej cywilizacji starożytnej Mezopotamii.
Budowla o powierzchni 6700 m² składała się z wejściowego podwórca i centralnego dziedzińca, dookoła którego umieszczono liczne pomieszczenia i kaplice, w tym cellę Marduka (zwaną Ekua) i kaplice jego małżonki Sarpanitu, oraz bogów Ea i Nabu. Umiejscowione było tu również niewielkie jeziorko, nazywane Abzu, na cześć siedziby boga Ea. W kompleksie E-sagili nie znajdował się ziggurat.